# O'Brien, Oregon
O'Brien là một cộng đồng chưa hợp nhất trong Quận Josephine thuộc tiểu bang Oregon, Hoa Kỳ. Cho đến lần điều tra dân số năm 1990, O'Brien có tổng dân số là 247. Nơi này được đặt tên của một người đàn ông có tên John O'Brien (có nguồn gốc người Ái Nhĩ Lan) là một trong những người định cư đầu tiên đã đến địa phương này.

## Khí hậu
| Dữ liệu khí hậu của O'Brien, Oregon     | Dữ liệu khí hậu của O'Brien, Oregon | Dữ liệu khí hậu của O'Brien, Oregon | Dữ liệu khí hậu của O'Brien, Oregon | Dữ liệu khí hậu của O'Brien, Oregon | Dữ liệu khí hậu của O'Brien, Oregon | Dữ liệu khí hậu của O'Brien, Oregon | Dữ liệu khí hậu của O'Brien, Oregon | Dữ liệu khí hậu của O'Brien, Oregon | Dữ liệu khí hậu của O'Brien, Oregon | Dữ liệu khí hậu của O'Brien, Oregon | Dữ liệu khí hậu của O'Brien, Oregon | Dữ liệu khí hậu của O'Brien, Oregon | Dữ liệu khí hậu của O'Brien, Oregon |
| Tháng                                   | 1                                   | 2                                   | 3                                   | 4                                   | 5                                   | 6                                   | 7                                   | 8                                   | 9                                   | 10                                  | 11                                  | 12                                  | Năm                                 |
| --------------------------------------- | ----------------------------------- | ----------------------------------- | ----------------------------------- | ----------------------------------- | ----------------------------------- | ----------------------------------- | ----------------------------------- | ----------------------------------- | ----------------------------------- | ----------------------------------- | ----------------------------------- | ----------------------------------- | ----------------------------------- |
| Cao kỉ lục °F (°C)                      | 66 (19)                             | 76 (24)                             | 82 (28)                             | 92 (33)                             | 99 (37)                             | 109 (43)                            | 112 (44)                            | 110 (43)                            | 110 (43)                            | 100 (38)                            | 78 (26)                             | 69 (21)                             | 112 (44)                            |
| Trung bình ngày tối đa °F (°C)          | 51 (11)                             | 57 (14)                             | 62 (17)                             | 68 (20)                             | 77 (25)                             | 85 (29)                             | 94 (34)                             | 94 (34)                             | 88 (31)                             | 74 (23)                             | 57 (14)                             | 50 (10)                             | 71 (22)                             |
| Tối thiểu trung bình ngày °F (°C)       | 33 (1)                              | 34 (1)                              | 35 (2)                              | 37 (3)                              | 42 (6)                              | 47 (8)                              | 52 (11)                             | 50 (10)                             | 45 (7)                              | 39 (4)                              | 37 (3)                              | 33 (1)                              | 40 (4)                              |
| Thấp kỉ lục °F (°C)                     | 11 (−12)                            | 4 (−16)                             | 20 (−7)                             | 21 (−6)                             | 27 (−3)                             | 28 (−2)                             | 36 (2)                              | 34 (1)                              | 25 (−4)                             | 15 (−9)                             | 11 (−12)                            | −6 (−21)                            | −6 (−21)                            |
| Lượng Giáng thủy trung bình inches (mm) | 10.77 (274)                         | 9.34 (237)                          | 7.86 (200)                          | 4.28 (109)                          | 2.42 (61)                           | 0.94 (24)                           | 0.28 (7.1)                          | 0.39 (9.9)                          | 0.80 (20)                           | 3.53 (90)                           | 9.59 (244)                          | 13.00 (330)                         | 63.20 (1.605)                       |
| Lượng tuyết rơi trung bình inches (cm)  | 4.1 (10)                            | 2.5 (6.4)                           | 1.4 (3.6)                           | 0.8 (2.0)                           | 0 (0)                               | 0 (0)                               | 0 (0)                               | 0 (0)                               | 0 (0)                               | 0 (0)                               | 0.4 (1.0)                           | 2.5 (6.4)                           | 11.7 (30)                           |
| Nguồn 1:                                |                                     |                                     |                                     |                                     |                                     |                                     |                                     |                                     |                                     |                                     |                                     |                                     |                                     |
| Nguồn 2:                                |                                     |                                     |                                     |                                     |                                     |                                     |                                     |                                     |                                     |                                     |                                     |                                     |                                     |